# 葫芦岛北港工业区
葫芦岛北港工业区是位於中華人民共和國遼寧省葫蘆島市锦州湾沿岸的一個工業園區，也是辽宁沿海经济带重点发展区域，它东起打渔山，西至柳条沟港区，海岸线全长32公里，面积69.82平方公里。該工業區劃分為船舶制造及船用配套、石油精细化工、有色金属精深加工、港口仓储物流及轻工产业加工四大产业集群以及七个功能区。七个功能区分別為陆域6.62平方公里的葫芦岛港港区、6.73平方公里的船舶制造配套园区、3.52平方公里的仓储物流园区、16.18平方公里的综合工业园区、16.5平方公里的商务区、7.42平方公里的新能源装备制造基地、12.85平方公里的白马工业园。境內有海擎重工机械有限公司投资的28亿元大重型压力容器装备项目，該項目是葫芦岛建市以来最大的民营企业投资项目。2006年4月17日，葫芦岛北港工业区工委、管委会成立。